# Туак
Туа́к (индон. и малайск. tuak) — алкогольный напиток, традиционный для многих областей Индонезии и Малайзии. В различных регионах название «туак» распространяется на напитки, различные по исходному сырью, технологии производства и содержанию спирта. Большинство видов туака изготовляются либо из сока пальмы, либо из рисового сырья.

## География производства

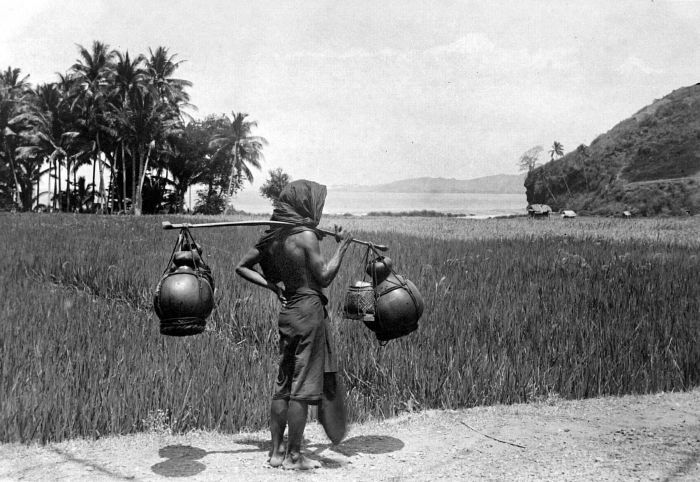
Продавец туака на Бали. Фото 1929 года

Туак исторически производится практически во всех районах Индонезии, кроме наиболее восточной её части, а также в островной и, в меньшей степени, в континентальной части Малайзии. При всём рецептурном и технологическом разнообразии, двумя основными типами напитка, фигурирующего под названием «туак», являются лёгкий (обычно не более 5 процентов спирта), изготовляемый из пальмового сока, и относительно более крепкий (12—15 процентов спирта), производимый преимущественно из рисового сырья.
В некоторых районах — в частности, на Яве и Бали, производится как рисовый, так и пальмовый туак, в ряде местностей — только один его тип. Наиболее известный регион, специализирующийся на пальмовом туаке — Северная Суматра: у проживающих там батаков он является национальным напитком, пользующимся исключительной популярностью. Туак из рисового сырья в той же степени популярен на Калимантане: он является основным алкогольным напитком для большинства даякских народностей, в особенности, для ибанов.

## Технология производства

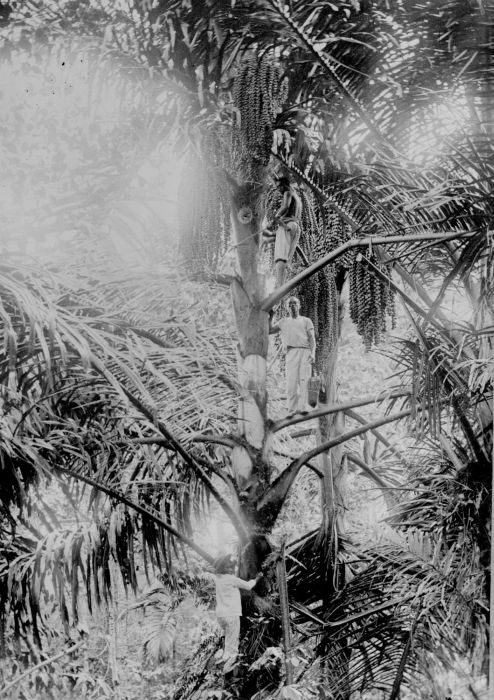
Добыча пальмового сока для производства туака на острове Амбон. Фото 1919 года

Общим для всех видов туака является надомное либо кустарное изготовление. Напиток традиционно изготовляется как в туземных племенах, занимающихся собирательством, так и сельскохозяйственным населением путём сбраживания растительного сырья, наиболее доступного в соответствующих районах. Иногда туак может, в свою очередь, служить основой для производства более крепких алкогольных напитков — в этом случае он подвергается перегонке (также, соответственно, кустарной). Изготовленные таким образом напитки в различных регионах имеют различные названия, иногда полученный самогон называется «крепкий туак» (индон. tuak keras).

### Пальмовый туак
Этот вид туака фактически представляет собой разновидность тодди и изготовляется путём сбраживания сока, добываемого в ходе подсочки мужских соцветий различных видов пальмовых, обычно — сахарной пальмы (лат. Arenga pinnata). Процесс брожения может проходить естественным путём — ёмкость с пальмовым соком просто оставляют на жаре, либо стимулироваться с помощью добавок, содержащих грибки (среди батаков в этих целях используются в основном снадобья, изготовленные из древесной коры).
Процесс брожения обычно продолжается 2—3 дня, после чего туак считается готовым. Крепость получившегося напитка обычно составляет не более 4—5 градусов, в связи с чем его иногда называют пальмовым пивом. Во многих районах Северной Суматры принята его последующая одноразовая перегонка — содержание алкоголя в получаемом таким образом «крепком туаке» может колебаться от 20 до 35 %. На Бали из туака готовят еще более крепкий напиток — арак, содержащий до 50 % спирта.
Арак получается частью из риса, частью же из сока кокосовой или финиковой пальмы (называемого «тодди»). А. в Гоа и Коломбо (на Цейлоне) гонится прямо из такого сока, подвергнутого спиртовому брожению; батавский же и ямайский А. получаются из риса и патоки (сахарного сиропа) с прибавкой тодди (а не прямо из одного риса). Из риса сначала приготовляют солод, то есть размачивают рисовые зерна в воде и дают им прорасти, затем сушат и поступают далее так, как с ячменным солодом и рожью при производстве хлебного вина, то есть затирают рисовой солод с теплой водой, дают ему бродить и наконец перебродившую массу подвергают перегонке. Зачастую из риса отдельно солода не готовят; патоку и тодди прибавляют только тогда, когда затор (тестообразная смесь проросших рисовых зерен и воды) придет в брожение. При дистилляции перебродившей массы получают третий (низший) сорт А.; этот последний, подвергнутый перегонке в смеси с некоторым количеством воды, дает второй сорт, откуда новой перегонкой получается первый сорт, который, однако, редко вывозится. Большая часть имеющегося в продаже настоящего А. готовится в Батавии, на о-ве Яве. В Европе, а именно в Германии, производится искусственный А. из спирта, не содержащего вовсе сивушного масла, с примесью некоторых веществ, в особенности известных сортов сложных эфиров и красящих веществ, причем подражание здесь достигает такого совершенства, что может ввести в ошибку даже знатоков. Хороший настоящий А. прозрачен, по большей части бесцветен или слабо окрашен в желтоватый цвет, обладает характерным приятным запахом и вкусом и содержит до 50 % алкоголя.

### Рисовый туак

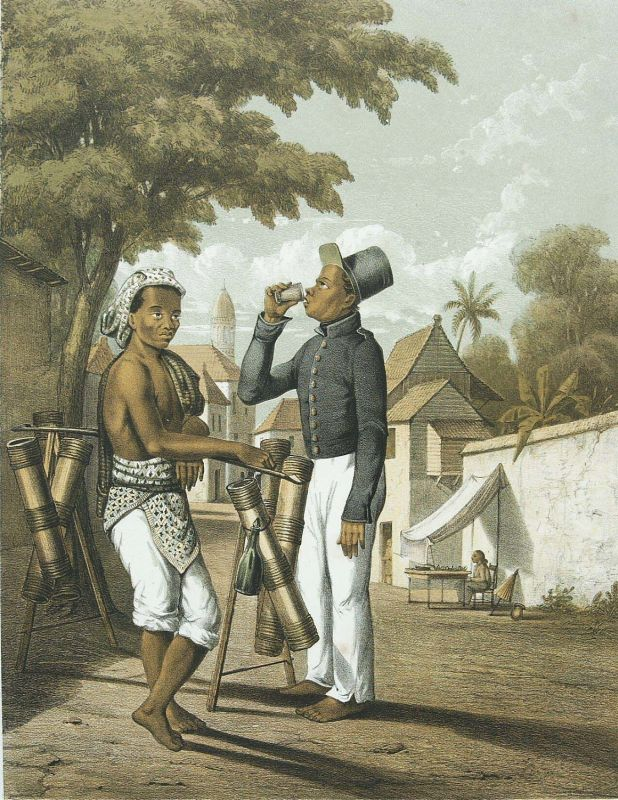
Солдат Королевской нидерландской ост-индской армии пьет туак, купленный у разносчика. Нидерландская литография 1854 года

Для изготовления используется рис, предпочтительны сорта с высоким содержанием клейковины. Предварительно замоченный, он отваривается и затем смешивается с примерно равным количеством измельчённых дрожжей. Получившаяся смесь помещается в закрытую ёмкость на срок от 2—3 дней до недели. После этого образовавшаяся масса заливается сахарным сиропом и выдерживается в плотно закрытой таре около месяца. После процеживания напиток, содержащий обычно 12—15 процентов спирта, готов к употреблению или дальнейшему хранению — как правило, в стеклянных бутылках. Иногда рисовый туак ароматизируется с помощью различных вкусовых добавок, в частности, специй и пряностей.

## Употребление и общественное значение туака
Культура потребления туака в различных регионах Индонезии и Малайзии имеет свою специфику. Традиционно особой популярностью он пользуется на Калимантане (рисовый) и Северной Суматре (пальмовый). И там, и там он имеет практически культовое значение: местные жители употребляют этот напиток регулярно, он служит неотъемлемым атрибутом традиционных праздников и, нередко, религиозных церемоний. Его производство и распространение осуществляются совершенно открыто и, более того, иногда подаются в качестве местной достопримечательности для привлечения туристов. На Северной Суматре повсеместно — в том числе в таком крупном городе, как Медан — имеются питейные заведения традиционного типа, торгующие туаком — ла́по туак (индон. lapo tuak).
В большинстве других регионов исторически туак был также распространен весьма широко, однако по мере их социально-экономического развития в последние десятилетия XX века произошла его маргинализация: в настоящее время туак является напитком беднейших слоёв населения, не имеющих доступа к алкогольной продукции фабричного производства. В Индонезии контроль над производством туака осуществляется в соответствии с местным законодательством: в большинстве провинций легальным остается производство его слабоалкогольных вариантов, однако более крепкие виды запрещены («пороговый» уровень крепости может быть различным не только в разных провинциях, но и в разных округах одной провинции). Санкции могут применяться также в отношении производителей, нарушающих санитарно-гигиенические нормы — для выявления нарушителей в районах производства туака проводятся полицейские облавы и обыски.